# Militära grader i Italien under andra världskriget
Militära grader i Italien under andra världskriget visar tjänstegrader och gradbeteckningar i den italienska krigsmakten 1939-1945 och i den fascistiska milisen 1939-1943 samt tjänstegradernas motsvarigheter i den svenska krigsmakten vid samma tid.

## Översikt
| Regio Esercito Armén                                        | Regio Esercito Armén                        | Regia Marina Marinen                                          | Regia Aeronautica Flygvapnet | MVSN Fascistmilisen                          |
| Armén i allmänhet                                           | Carabinieri Reali                           | Regia Marina Marinen                                          | Regia Aeronautica Flygvapnet | MVSN Fascistmilisen                          |
| Generalspersoner / Flaggmän                                 | Generalspersoner / Flaggmän                 | Generalspersoner / Flaggmän                                   | Generalspersoner / Flaggmän  | Generalspersoner / Flaggmän                  |
| ----------------------------------------------------------- | ------------------------------------------- | ------------------------------------------------------------- | ---------------------------- | -------------------------------------------- |
| Primo maresciallo dell'Impero                               |                                             |                                                               |                              |                                              |
| Maresciallo d'Italia Fältmarskalk                           | Maresciallo d'Italia Fältmarskalk           | Grande ammiraglio                                             | Maresciallo dell'aria        | motsvarande grad saknas                      |
| Generale d'armata General                                   | Generale d'armata                           | Ammiraglio d'armata Amiral                                    | Generale d'armata aerea      | Comandante generale                          |
| Generale di corpo d'armata Tenente generale Generallöjtnant | Generale di corpo d'armata Tenente generale | Ammiraglio di squadra Ammiraglio ispettore capoViceamiral     | Generale di squadra aerea    | Luogotenente generale capo di stato maggiore |
| Generale di divisione Maggior generale Generalmajor         | Generale di divisione Maggior generale      | Ammiraglio di divisione Ammiraglio ispettore Konteramiral     | Generale di divisione aerea  | Luogotenente generale                        |
| Generale di brigata Brigadier generale                      | Generale di brigata Brigadier generale      | Contrammiraglio                                               | Generale di brigata aerea    | Console generale                             |
| Regementsofficerare                                         |                                             |                                                               |                              |                                              |
| Colonnello Överste                                          | Colonnello                                  | Capitano di vascello Kommendör                                | Colonnello                   | Console                                      |
| Tenente colonnello Överstelöjtnant                          | Tenente colonnello                          | Capitano di fregata Kommendörkapten 1. gr.                    | Tenente colonnello           | Primo seniore                                |
| Maggiore Major                                              | Maggiore                                    | Capitano di corvetta Kommendörkapten 2. gr.                   | Maggiore                     | Seniore                                      |
| Kompaniofficerare                                           |                                             |                                                               |                              |                                              |
| Capitano Kapten                                             | Capitano                                    | Tenente di vascello Kapten                                    | Capitano                     | Centurione                                   |
| Tenente Löjtnant                                            | Tenente                                     | Sottotenente di vascello Löjtnant                             | Tenente                      | Capo manipolo                                |
| Sottotenente Fänrik                                         | Sottotenente                                | Sottotenente Fänrik                                           | Sottotenente                 | Sotto capo manipolo                          |
| Underofficerare och underbefäl                              |                                             |                                                               |                              |                                              |
| Maresciallo maggiore Fanjunkare                             | Maresciallo maggiore                        | Capo di prima classe Flaggunderofficer                        | Maresciallo di prima classe  | Primo aiutante                               |
| Maresciallo capo Sergeant                                   | Mresciallo capo                             | Capo di seconda classe Underofficer 2. gr.                    | Mresciallo di seconda classe | Aiutante capo                                |
| Maresciallo ordinario                                       | Maresciallo ordinario                       | Capo di terza classe Underofficer 3. gr.                      | Maresciallo di terza classe  | Aiutante                                     |
| Sergente maggiore Överfurir                                 | Brigadiere                                  | Secondo capo Högbåtsman                                       | Sergente maggiore            | Primo capo squadra                           |
| Sergente Furir                                              | Vice brigadiere                             | Sergente Furir                                                | Sergente                     | Capo squadra                                 |
| Manskap / Sjömanskåren                                      |                                             |                                                               |                              |                                              |
| Caporale maggiore Korpral                                   | motsvarande grad saknas                     | Sottocapo Korpral                                             | Primo aviere                 | Vice capo squadra                            |
| Caporale Vicekorpral                                        | motsvarande grad saknas                     | motsvarande grad saknas                                       | Aviere scelto                | Camicia nera scelta                          |
| motsvarande grad saknas                                     | Appuntato                                   | Comune di prima classe 2. klass sjöman                        | motsvarande grad saknas      | Camicia nera                                 |
| ingen gradbeteckning Soldato Menig                          | ingen gradbeteckning Carabiniere            | ingen gradbeteckning Comune di seconda classe 3. klass sjöman | ingen gradbeteckning Aviere  | ingen gradbeteckning Legionario              |

1. ↑  Generalsgrader som inte är kursiverade användes av civilmilitärer.
2. ↑  Amiralsgrader som inte är kursiverade användes av flaggmän vilka inte tillhörde sjöofficerskåren.

## Armén

### Generalspersoner
|                                                   |                                   |                           |                                                                  |                                            |                                    |                                   |
| Primo maresciallo dell'Impero förste fältmarskalk | Maresciallo d'Italia fältmarskalk | Generale d'armata general | Generale designato d'armata generallöjtnant bestämd som arméchef | Generale di corpo d'armata generallöjtnant | Generale di divisione generalmajor | Generale di brigata brigadgeneral |

### Regementsofficerare
|                                               |                    |                                    |                |
| Colonnello comandante överste (regementschef) | Colonnello överste | Tenente colonnello överstelöjtnant | Maggiore major |

### Kompaniofficerare
| kapten 1. klass | kapten   | löjtnant 1. klass | löjtnant | fänrik       | kadett    |
| 1º capitano     | Capitano | 1º tenente        | Tenente  | Sottotenente | Aspirante |

### Underofficerare
| förvaltare            | fanjunkare           | sergeant         | ..                    |
| Aiutante di battaglia | Maresciallo maggiore | Maresciallo capo | Maresciallo ordinario |

### Underbefäl
| överfurir         | furir    | korpral           | vicekorpral |
| Sergente maggiore | Sergente | Caporale maggiore | Caporale    |